# Povídky rybářské hlídky
Povídky rybářské hlídky (1905, Tales of the Fish Patrol) je sbírka dobrodružných povídek amerického spisovatele Jacka Londona. Jde o částečně autobiografické příběhy z autorova mládí, kdy v sanfranciském zálivu bojoval proti rybářským pytlákům. Povídky jsou spojeny osobami jedné rybářské hlídky.

## Obsah sbírky
Sbírka obsahuje následující povídky:
- Bílý a žlutý (White and Yellow),
- Řecký král (The King of the Greeks),
- Výprava na zloděje ústřic (A Raid on the Oyster Pirates),
- Obléhání Lancashirské královny (The Siege of the Lancashire Queen),
- Charleyův lov (Charley’s Coup),
- Demetrios Contos,
- Žlutý šátek (Yellow Handkerchief).

Jack London uvádí celou sbírku těmito slovy: Záliv u San Franciska je velice rozsáhlý, takže zdejší bouře bývají pro námořní lodi často nebezpečnější, než sám oceán ve svých divokých záchvatech třeštění. Vody zálivu jsou bohaté na všechny možné druhy ryb, a proto jeho hladinu brázdí páteře nejrůznějších člunů s všelijakou posádkou. Před tím pestrým pronárodem je ovšem nutno ryby chránit – a tak vyšel celý soubor moudrých zákonů proti rybářským pirátům. K tomu, aby se ty zákony dodržovaly, byla ustanovena rybářská hlídka; jejím údělem se často staly neklidné a rozčilující chvíle. Nejeden z členů rybářské hlídky našel při své práci smrt; mrtvý hlídač byl bezesporu znakem nezdaru. Daleko častěji však při svém nezákonném díle umírali pytláci – a mrtvý pytlák vždycky znamenal úspěch. (citováno z překladu Karla Pase).

## Česká vydání
- Povídky rybářské hlídky, František Topič, Praha 1920, přeložil Ivan Schulz, kromě výše uvedených povídek obsahuje kniha ještě povídku Samuel z roku 1909, znovu Bedřich Kočí, Praha 1923. Dostupné online.
- Povídky rybářské hlídky, v edici Statečná srdce, Růže, České Budějovice 1970, přeložil Karel Pas, ilustroval Václav Junek, znovu 1990.